# Antropocén
Antropocén je poměrně nový termín z oblasti geochronologie, který je motivován snahou označit období, kdy lidstvo svou činností globálně ovlivňuje zemský ekosystém. Pojem je složen ze dvou řeckých slov ἄνθρωπος (anthropos) „člověk“ a καινός (kainos) „nový“. Termín vymyslel ekolog Eugene Stoermer a popularizoval jej počátkem nového tisíciletí atmosférický chemik Paul Crutzen, držitel Nobelovy ceny. Ten považuje vliv lidského chování na zemskou atmosféru za natolik významný, že by měly být moderní dějiny lidstva označeny za nové geologické období. Mezinárodní unie geologických věd však roku 2024 návrh na vyčlenění nové geologické epochy s názvem Antropocén výraznou většinou zamítla.
Koncept antropocénu se vedle chronostratigrafie a geochronologie začal používat i v dalších odborných disciplínách (např. antropologie, archeologie, pedologie, ekologie, geografie, oceánografie, historie, sociologie, filozofie, mezinárodní právo), zpravidla však v poněkud odlišném pojetí.

## Oficiální zavedení v geochronologii a chronostratigrafii
V současnosti není dosud uzavřeno, kterým okamžikem by antropocén měl začínat. Podle prvotních úvah (například Crutzen) by se mělo jednat až o období průmyslové revoluce, kdy na počátku 19. století začala růst přítomnost uhlíku a metanu v zemské atmosféře. Ovšem člověk začal ovlivňovat Zemi před několika tisíci lety. Podle jiných (například Ruddiman) by začínal už s objevem a rozšířením zemědělství před zhruba osmi tisíci let; antropocén by pak zahrnoval větší část holocénu, nebo by dokonce byl jen jiným označením pro holocén.
Pracovní skupina Mezinárodní stratigrafické komise pro antropocén (AWG), vytvořená v r. 2009, zastává stanovisko, že začátek tohoto období by měl být optimálně zařazen do poloviny 20. století, kdy došlo k významnému růstu populace, industrializace a globalizace jako takové. Nejvýznamnějším důvodem však byly jaderné testy, vrcholící v 50. letech, v jejichž důsledku se do půdy dostaly umělé radioaktivní částice. Návrh byl řešen Mezinárodní komisí pro stratigrafii. Ta však roku 2018 zavedla členění holocénu na greenlandian, northgrippian a meghalayan, antropocén jako oficiální geologické období navazující na holocén zatím nebyl přijat, a to ani v listopadu 2019 na jednáních Mezinárodní stratigrafická komise (ICS) ani Mezinárodní unie geologických věd (IUGS). 
Pracovní skupina pro antropocén většinově odhlasovala 21. 5. 2019 podobu návrhu o zavedení antropocénu jako oficiálního geologického období, který postoupila k projednání Mezinárodní stratigrafickou komisí (ICS) na zasedání v roce 2021. V květnu 2022 byly prezentovány návrhy kandidátů možného globálního hraničního stratotypu (Global Boundary Stratotype Section and Point – GSSP) pro hranici holocén – antropocén, které byly podrobněji představeny ve speciálním čísle časopisu The Anthropocene Review v r. 2023. V prosinci 2022 pracovní skupina pro antropocén na základě diskusí označila 3 návrhy z 12 za méně preferované a ostatních 9 posunula do dalšího hlasování. 
Všechny návrhy posunuté do posledního výběru se prakticky shodují v začátku antropocénu jakožto geochronologické epochy resp. chronostratigrafického oddělení, a kladou ho mezi roky 1948 a 1958, a to podle vrstvy sedimentů bohatých na radioaktivní plutonium-239 jako důsledku testů atomových bomb. Podle vybraného GSSP pak měl být označen geochronologický věk resp. chronostratigrafický stupeň:
| Navrhovaný mezinárodní název stupně/věku | Lokalita pro GSSP                            | Souřadnice            | Navrhovaný rok začátku antropocénu |
| ---------------------------------------- | -------------------------------------------- | --------------------- | ---------------------------------- |
| Antarctican                              | ledovec Palmerovy země, Antarktida           | 73,8521°S; 65,4526°W  | 1952                               |
| Baltician                                | Gotlandská pánev, Baltské moře               | 57,2830°N; 20,1204°E  | 1956 ± 4                           |
| Beppuwanian                              | záliv Beppu, Japonsko                        | 33,2778°N; 131,5373°E | 1953                               |
| Crawfordian                              | jezero Crawford Lake, Kanada                 | 43,4686°N; 79,9487°W  | 1950                               |
| Flinderian                               | útes Flinders Reef, Korálové moře, Austrálie | 17,7179°S; 148,4510°E | 1958                               |
| Gardenian                                | útes West Flower Garden Bank, Mexický záliv  | 27,8762°N; 93,8147°W  | 1957                               |
| Searsvillian                             | jezero Searsville Lake, Kalifornie, USA      | 37,4068°N; 122,2377°W | 1948                               |
| Sihailongwanian                          | jezero S'-chaj Lung-wang, Čína               | 42,2868°N; 126,6012°E | 1953                               |
| Sudetian                                 | rašeliniště na Sněžce, Polsko                | 50,7391°N; 15,7077°E  | 1950–1955                          |

11. července 2023 pracovní skupina pro antropocén oznámila výsledek výběru – pro stanovení hranice počátku antropocénu byl vybrán sedimentární záznam v jezeře Crawford Lake v kanadské provincii Ontario. Oficiální návrh upřesnil lokaci a posunul dataci GPPS na rok 1952. Tento oficiální návrh by následně musel projít dalšími třemi schvalovacími procesy (postupně Subkomise pro stratigrafii kvartéru, ICS, IUGS), aby mohl být považovaný za oficiálně ratifikovaný a zahrnut do Mezinárodní stratigrafické tabulky. Hlasování v IUGS však na začátku března 2024 poměrem hlasů 12 ku 4 návrh odmítlo. Ačkoliv vědci většinově uznávají, že se člověk stal významným geologickým činitelem, většina nesouhlasí s návrhem, který by období o délce lidského života postavil na roveň epochám/obdobím, které pokrývají statisíce a miliony let – převažuje názor, že v případě lidského vlivu jde jen o „událost“ v geologickém smyslu slova. Nesoulad panuje také v otázce, od kdy by se měl začátek Antropocénu počítat, protože pozorovatelné antropogenní účinky na environmentální a klimatické systémy Země dávno předcházejí jaderným testům v polovině 20. století. Celý 15letý proces příprav tak byl ukončen a pro nové uznání by musel být zahájen znovu od začátku.

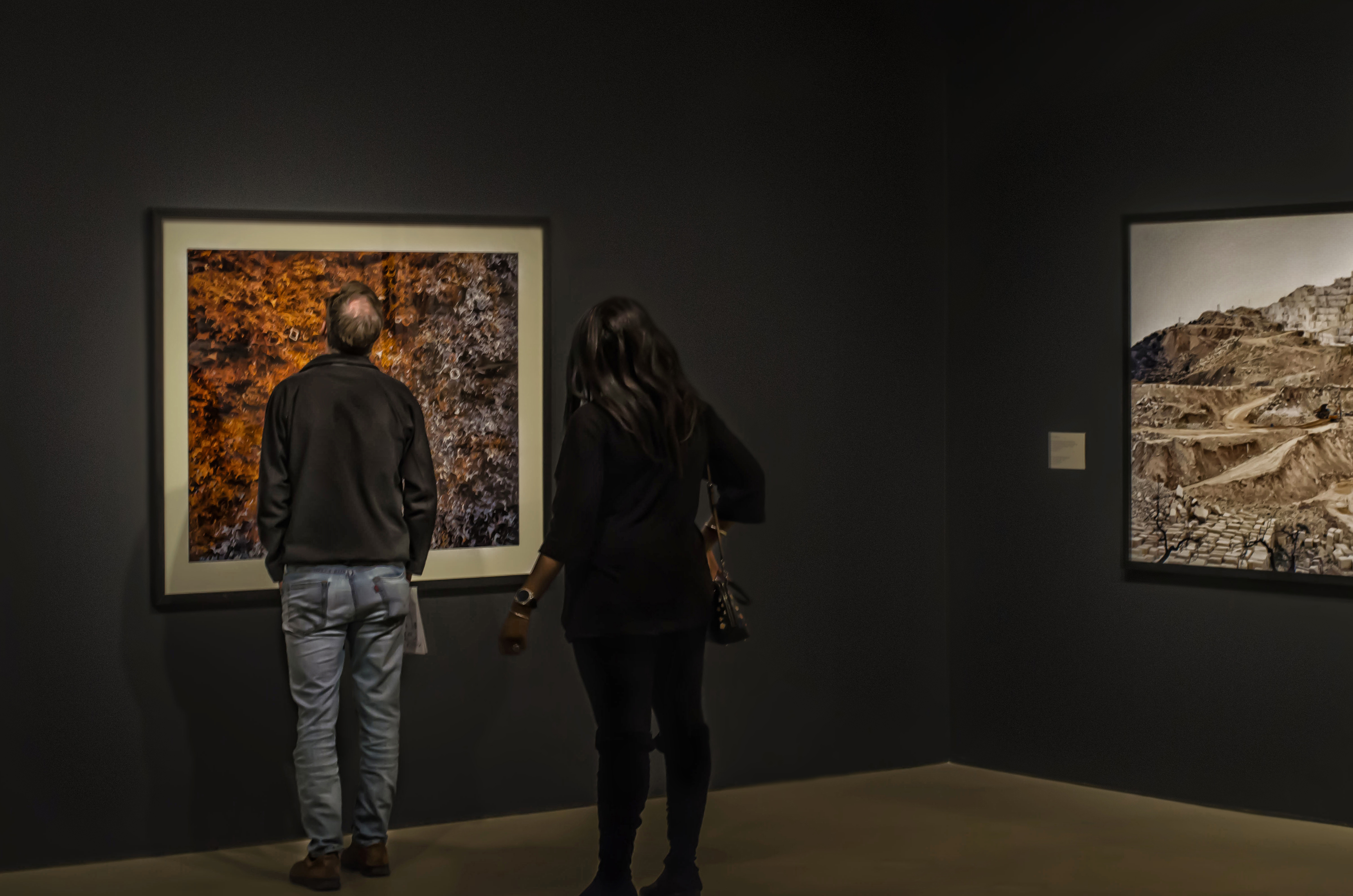
Edward Burtynsky na své výstavě.